# Селија Шашић
Селија Шашић (дев. Окојино да Мбаби; Бон, 27. јун 1988) бивша је немачка фудбалерка која је играла на позицији нападача.

## Клупска каријера
Године 2004. је почела своју професионалну каријеру у Бад Нојенару где је убрзо постала стандардни првотимац. У јуну 2013. потписала је трогодишњи уговор са Франкфуртом. У јулу 2015. године објавила је крај каријере.

## Репрезентативна каријера
У јануару 2005. дебитовала је за сениорску репрезентацију Немачке против Аустралије. Први гол је постигла у пријатељској утакмици против Канаде у септембру 2006. године. Заједно са Карли Лојд је била најбољи стрелац Светског првенства 2015. са шест голова, упркос томе што је у полуфиналу против Сједињених Америчких Држава промашила битан пенал.

## Приватни живот
Њен отац је из Камеруна, а мајка из Француске. Од 2013. године удата је за Марка Шашића, сина Милана Шашића.